# Máire Geoghegan-Quinn

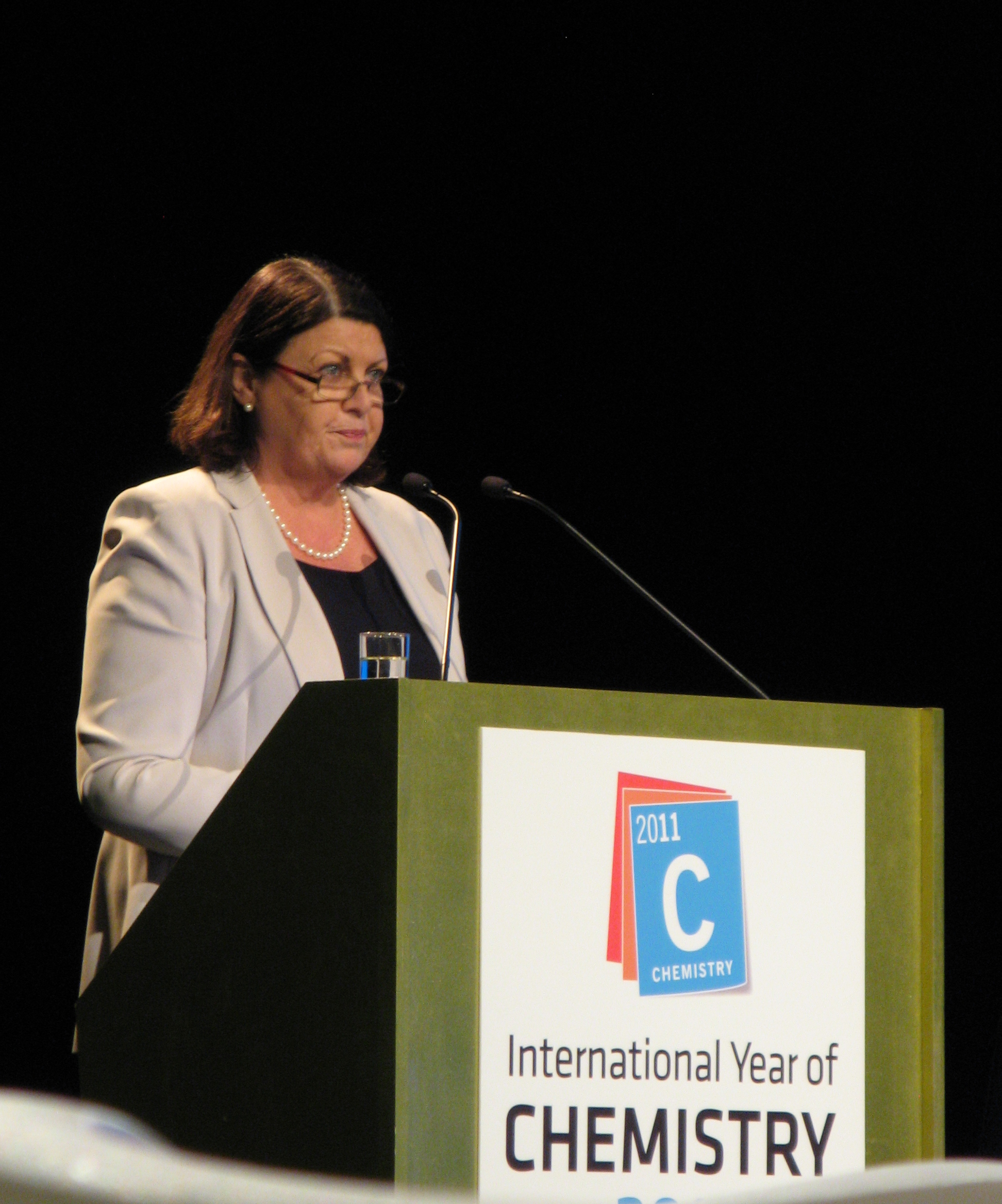
Máire Geoghegan-Quinn.

Máire Geoghegan-Quinn (irisch Máire Nic Eochagáin Uí Chuinn; * 5. September 1950 in Carna, County Galway) ist eine irische Politikerin der Fianna Fáil. Sie war von 2010 bis 2014 EU-Kommissarin für Wissenschaft und Forschung in der Kommission Barroso II.

## Leben
Geoghegan-Quinn ist eine Tochter des Fianna Fáil-Politikers Johnny Geoghegan. Sie besuchte das Tourmakeady College im County Mayo, das Carysfort College in Blackrock und wurde Lehrerin. 1996 schrieb Geoghegan-Quinn den Roman The Green Diamond über vier junge Frauen, die in den 1960er Jahren in einem Haus in Dublin gemeinsam wohnen.
Geoghegan-Quinn ist Mitglied der Partei Fianna Fáil. Bei einer Nachwahl im März 1975 wurde sie in den Dáil Éireann, das Unterhaus des irischen Parlaments, gewählt. Von 1977 bis 1979 arbeitete Geoghegan-Quinn als parlamentarische Sekretärin für das Ministerium für Industrie, Handel und Energie. Im Jahr 1979 wurde sie als Ministerin in das Kabinett von Charles Haughey berufen. Damit war sie die erste Frau seit der Staatsgründung im Jahr 1922, und nach Constance Markiewicz, die von 1919 bis 1922 in der provisorischen Regierung Arbeitsministerin war, die zweite Frau in der irischen Geschichte überhaupt, die einen Ministerposten erhielt. Von 1985 bis 1991 war sie Mitglied im Stadtrat von Galway. 1982 wurde Geoghegan-Quinn Staatsministerin im irischen Bildungsministerium, doch ihre Amtszeit war kurz, da bereits im November 1982 Wahlen stattfanden, die ihre Partei verlor. Erst 1987 gelang es der Fianna Fáil wieder, in die Regierungsverantwortung zu gelangen, Geoghegan-Quinn wurde Staatsministerin des Taoiseach. 1991 gab sie dieses Amt auf, da sie innerparteilich in Opposition zu Charles Haugheys Parteiführung stand. Als der Konkurrent des Parteivorsitzenden, Albert Reynolds, an die Parteispitze gelangte, berief er Geoghegan-Quinn als Ministerin für Tourismus, Verkehr und Kommunikation. 1993 wurde sie irische Justizministerin und trat als Ministerin für die Legalisierung von Homosexualität in Irland ein.
2009 wurde sie von der irischen Regierung unter Ministerpräsident Brian Cowen für die Kommission Barroso II nominiert, in dieser wurde sie EU-Kommissarin für Forschung und Innovation.
Geoghegan-Quinn ist mit John Quinn verheiratet und hat zwei Kinder. Sie lebt gegenwärtig in Luxemburg.